# Diplotaxis angustula
Diplotaxis angustula är en skalbaggsart som beskrevs av Moser 1918. Diplotaxis angustula ingår i släktet Diplotaxis och familjen Melolonthidae. Inga underarter finns listade i Catalogue of Life.